# WikiWikiWeb

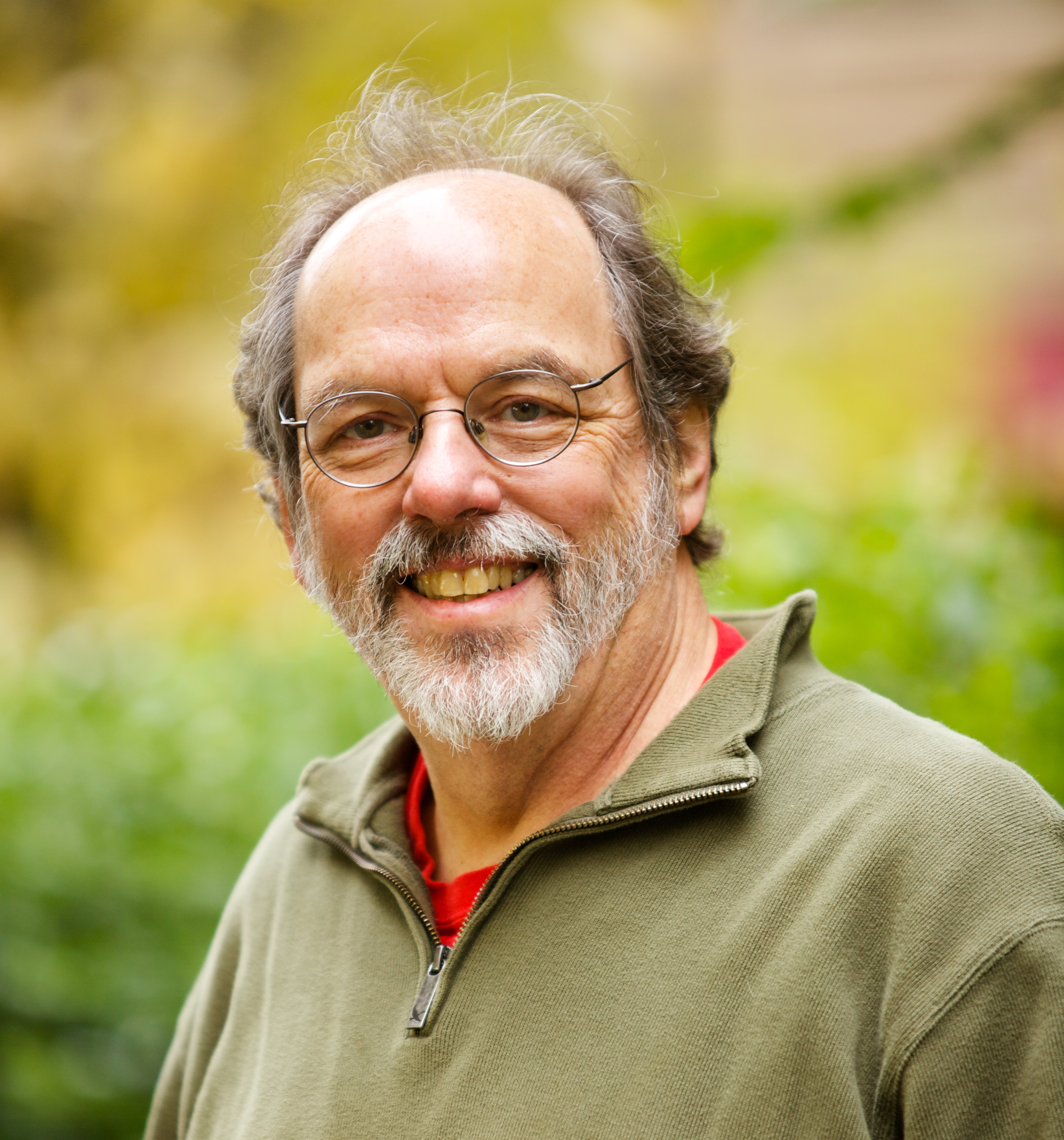
Ward Cunningham, fondateur de WikiWikiWeb, en 2011.

WikiWikiWeb est le premier wiki, inventé en mars 1995 par Ward Cunningham pour son site web. WikiWikiWeb n'est pas un site web complet, mais seulement une fonctionnalité ajoutée aux Portland Pattern Repository, une section du site Web de Cunningham & Cunningham, Inc. Ward Cunningham crée cette fonctionnalité pour faciliter l'échange d'informations entre programmeurs informatiques.

## Origine du nom
Le terme « wiki », aujourd'hui utilisé pour décrire la technologie mise en œuvre par WikiWikiWeb, vient du nom de ce premier site. Il arrive que le terme « WikiWikiWeb » soit utilisé de manière générique comme synonyme de « wiki ».
Le terme wiki est un mot hawaïen signifiant « rapide » ; Ward Cunningham le découvre à l'aéroport d'Honolulu, où il est écrit sur des navettes de transport de passagers et s'en inspire pour son site.

## Historique
Sur l'initiative de Ward Cunningham, le développement du site débute en 1994 à Portland, dans l'Oregon. Il est lancé le 25 mars 1995.
Le 1er février 2015, après vingt ans d'activité, le site est mis en lecture seule et n'est plus modifiable.